# Podbranč
Podbranč (deutsch Podbrantsch, älter Brantsch, ungarisch Berencsváralja) ist eine Gemeinde im Westen der Slowakei mit 606 Einwohnern (Stand 31. Dezember 2024) und gehört zum Okres Senica, einem Teil des Trnavský kraj.

## Geographie

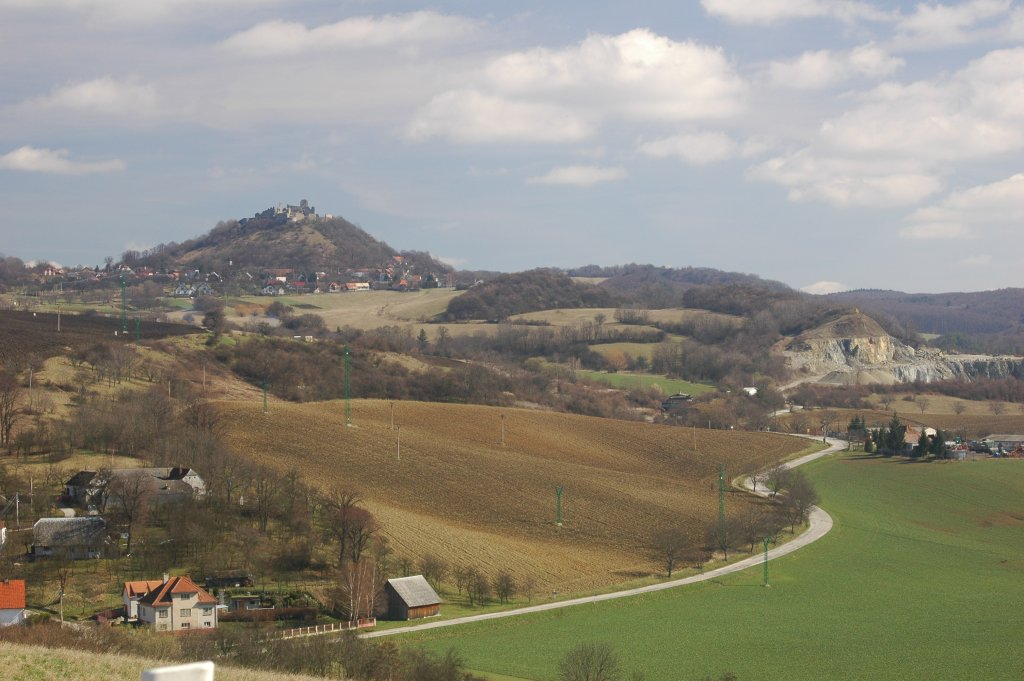
Landschaft in der Gemeinde

Die Gemeinde befindet sich im Westteil des Hügellands Myjavská pahorkatina unweit der Myjava und setzt sich aus verschiedenen Siedlungen und Einöden zusammen. Das Gemeindegebiet ist hügelig mit Höhen von 240 m n.m. bis 473 m n.m. und von braunen Waldböden sowie Rendzina bedeckt. Das Ortszentrum liegt auf einer Höhe von 390 m n.m. und ist 13 Kilometer von Senica sowie 14 Kilometer von Myjava entfernt.
Nachbargemeinden sind Sobotište im Westen und Norden, Myjava im Osten, Bukovec im Südosten, Prietrž im Süden und auf einem kurzen Stück Senica (über den Stadtteil Kunov) im Südwesten.
Verwaltungstechnisch gliedert sich die Gemeinde in folgende Gemeindeteile: Horná Dolina, Majeríčky, Podbranč, Podzámok und Švrčkov Jarok.

## Geschichte
Der Ort wurde zum ersten Mal 1297 als Berench schriftlich erwähnt und gehörte lange Zeit zum Herrschaftsgut der Burg Branč. 1828 zählte man 152 Häuser und 1043 Einwohner, die in Landwirtschaft und Viehzucht beschäftigt waren.
Bis 1918 gehörte der im Komitat Neutra liegende Ort zum Königreich Ungarn und kam danach zur Tschechoslowakei beziehungsweise heute Slowakei.

## Bevölkerung
| Jahr                | 1994 | 2004     | 2014    | 2024 |
| ------------------- | ---- | -------- | ------- | ---- |
| Anzahl der Personen | 745  | 645      | 600     | 606  |
| Unterschied         |      | −13,42 % | −6,97 % | +1 % |

| Jahr                | 2023 | 2024    |
| ------------------- | ---- | ------- |
| Anzahl der Personen | 613  | 606     |
| Unterschied         |      | −1,14 % |

Nach der Volkszählung 2011 wohnten in Podbranč 615 Einwohner, davon 602 Slowaken, zwei Tschechen und ein Mährer. Zehn Einwohner machten keine Angabe. 438 Einwohner bekannten sich zur evangelischen Kirche A. B., 39 Einwohner zur römisch-katholischen Kirche, drei Einwohner zu den Zeugen Jehovas und zwei Einwohner zur evangelisch-methodistischen Kirche. 104 Einwohner waren konfessionslos und bei 29 Einwohnern ist die Konfession nicht ermittelt.
Ergebnisse nach der Volkszählung 2001 (666 Einwohner):
| Nach Ethnie: - 99,40 % Slowaken - 0,60 % Tschechen | Nach Konfession: - 86,64 % evangelisch - 9,16 % konfessionslos - 2,25 % römisch-katholisch - 1,50 % keine Angabe |

## Sehenswürdigkeiten
- Ruinen der Burg Branč